# Aron Baron
Aron Baron ou Aaron Baron (1er juillet 1891 - 12 août 1937) est un théoricien anarchiste et révolutionnaire anarcho-syndicaliste russe.
Exilé aux États-Unis, après la révolution russe de 1905, il revient en Russie après la Révolution de Février. Délégué du soviet de Kiev, il s'oppose au nouveau pouvoir bolchevique et rejoint l'Armée révolutionnaire insurrectionnelle ukrainienne.
Il est arrêté pour la première fois dès 1918. S'ensuivent des années de courtes libérations, de prison et de goulag, avant son exécution par le NKVD, le 12 août 1937.

## Biographie
Aron Baron est né, le 6 juillet 1891, dans une famille juive pauvre vivant à Hlynets dans la province de Kiev en Ukraine.
Peu après la révolution russe de 1905, il est actif au sein de l'Union des Boulangers de Kiev.
En 1907, il est arrêté et déporté en Sibérie dont il parvient à s’évader.

### Exil aux États-Unis

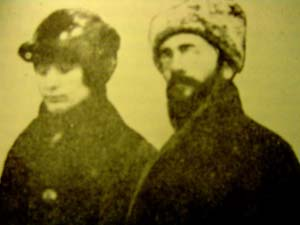
Fanny et Aron Baron en 1921 (?).

En 1912, il s'exile aux États-Unis où il est actif au sein du Syndicat des travailleurs de Russie et de l'Industrial Workers of the World.
Il collabore au journal The Alarm animé, à Chicago, par Lucy Parsons, ainsi qu'à Golos Truda, journal en langue russe de tendance syndicaliste révolutionnaire puis anarchiste.
C'est à cette époque, qu'il rencontre Fanya Grefenson qui devient Fanny Baron. En janvier 1915, ils participent à Chicago à la marche des sans travail et y sont assommés à coups de crosse par la police. Ils sont arrêtés à plusieurs reprises.

### Retour en Russie et opposition aux bolcheviks

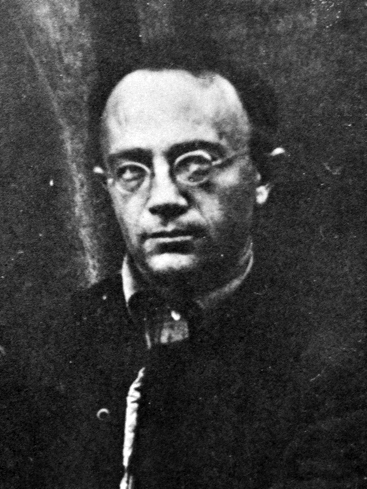
Aron Baron en 1920.

En juin 1917, dès l'annonce de la chute du tsarisme, il rejoint la Russie avec sa compagne Fanya et ils s'installent à Kiev.
Il est alors l’un des organisateurs du syndicat des boulangers et de leur coopérative de production, et délégué au Soviet de Kiev.
Au début de 1918, il donne trois conférences sur l’anarchisme ; à l’issue de la dernière il est arrêté par la Tchéka. Les ouvriers boulangers mobilisés pour lutter contre les armées blanches refusent de partir au front tant qu’il n’est pas libéré. Il est relâché au bout de quatre jours et se rend le lendemain au siège de la Tchéka. Il est de nouveau arrêté et n’est relâché qu’au bout d’une semaine après de nouvelles protestations  des  ouvriers  boulangers.
Du 12 au 16 novembre 1918 à Koursk, il participe au congrès de fondation de l’organisation anarcho-syndicaliste Nabat, où il est élu, avec Voline, au secrétariat du journal du mouvement.
En 1919, il rejoint l'Armée révolutionnaire insurrectionnelle ukrainienne, dont il devient membre de la section culturelle aux côtés d'autres militants de Nabat tels Voline et Piotr Archinov,.
Le 25 novembre 1920, il est arrêté par les bolcheviks, à Kharkov parmi les 300 délégués participants au Congrès panrusse des anarchistes dont sa compagne Fanny Baron, Voline, Olga Taratuta, Mark Mrachnyi, Dolenko-Chekeres, Anatolii Gorelik et Sénia Fléchine
Le 13 février 1921, il obtient une liberté provisoire de la tchéka pour pouvoir assister, à Moscou, aux funérailles de Pierre Kropotkine où il prend la parole au nom des anarchistes emprisonnés et regagne la prison le soir même,.

### Déportation et exécution

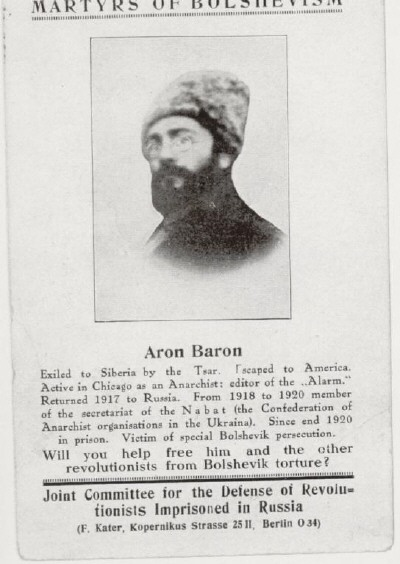

À partir d'avril 1921, il est détenu à la prison centrale d'Orel, où il mène une grève de la faim pendant 11 jours.
Sa compagne Fanny Baron, détenue à la prison de Riazan d'où elle s'évade le 10 juillet 1921, avec neuf autres camarades a alors pour projet, avec l'aide du frère de Aron, de le faire évader. Fanny Baron est fusillée par la Tcheka en septembre 1921.
En août 1922, il est à Moscou où il doit être jugé, mais le procès est ajourné et il est renvoyé à Kharkov. Il est libéré et banni, puis renvoyé à la Tchéka de Moscou.
En janvier 1923, il est arrêté et est condamné, à Arkhangelsk, à deux ans de camp pour « propagande clandestine ».
Il est envoyé au camp de Peredominsk, fait une grève de la faim pendant 16 jours pour retourner à Arkhangelsk avant d’être alimenté de force.
Il est envoyé aux îles Solovietzki pour trois ans.
À l’expiration de sa peine, début 1925, il est à nouveau arrêté, déporté à Enisseik et Bisk dans la province de l’Altaï (Sibérie), puis à Karasino, au nord de Touroukhansk près de l’océan Arctique.
En 1931 après avoir purgé sa peine il est assigné à résidence à Voronéje où, en 1934 il est de nouveau arrêté puis déporté en exil intérieur à Tobolsk où il est arrêté, condamné à mort le 5 août 1937, et fusillé par le NKVD, le 12 août.

### Postérité
Il est réhabilité à titre posthume (en), par les autorités soviétiques, le 8 février 1957.
En janvier 2013, un groupe d’activistes renomme à son nom la rue Moskovskaia à Kiev.